# Long Pine
Long Pine ist ein Ort im Brown County im US-Bundesstaat Nebraska. Geteilt wird der Ort durch den Long Pine Creek, einen Zufluss des Niobrara Rivers und der längste Fluss Nebraskas, in dem Forellen zu finden sind.

## Geschichte
Seit Ende des 15. Jahrhunderts waren große Teile des heutigen Bundesstaats Nebraska Stammesgebiet der Pawnee und Lakota. Zu Beginn des 18. Jahrhunderts siedelten um den Niobrara River zudem die Ponca. Im 19. Jahrhundert ließen sich zunehmend europäische Siedler in der Region nieder, zunächst auf vereinzelten Ranches.
In den späten 1870er-Jahren wurde am Long Pine Creek ein Sägewerk errichtet, um das ein kleiner Ort namens Long Pine entstand. 1881 wurde eine Bahnstrecke der Fremont, Elkhorn and Missouri Valley Railroad (FE&MV) von Norfolk bis Long Pine gebaut, die 1883 bis Valentine und anschließend weiter westwärts gen Rapid City verlängert wurde. Ab 1884 wurde die FE&MV von der Chicago and North Western Railway (C&NW) kontrolliert und 1903 vollständig von dieser übernommen.
Ebenfalls 1884 wurde der offizielle Gründungsakt (Incorporation) für den Ort Long Pine erlassen. Für die Bahngesellschaften FE&MV und die C&NW war der dortige Bahnhof ein wichtiger division point, an dem Personal seine Dienste begann und beendete. In den ersten Jahrzehnten des 20. Jahrhunderts wurden in Long Pine die östlich davon eingesetzten, mit Kohle betriebenen Dampflokomotiven durch die im Westen des C&NW-Streckennetzes eingesetzten, mit Öl befeuerten Dampflokomotiven getauscht. Zur Versorgung der Lokomotiven bestand ein bei Streckeneröffnung errichtetes und 1907 erweitertes Bahnbetriebswerk mit 12-ständigem Ringschuppen. 1914 beschäftigte die C&NW in Long Pine über 100 Personen direkt, zudem versorgten zahlreiche Betriebe wie Hotels und Gaststätten die Mitarbeiter und Fahrgäste der C&NW.
Ernteausfälle aufgrund von Trockenheit und die allgemeine Great Depression verschlechterten in den 1930er- und frühen 1940er-Jahren jedoch die wirtschaftliche Situation des Orts Long Pine. Der Bahnverkehr der C&NW erhielt zudem Konkurrenz durch den aufkommenden motorisierten Individualverkehr. 1935 musste das größte Hotel im Ort schließen und Anfang der 1940er-Jahre reduzierte die C&NW die Zahl ihrer Mitarbeiter in Long Pine deutlich. 1958 endete der Personenverkehr auf der Bahnstrecke endgültig.
Die seit den 1920er-Jahren von einem Maximum von etwa 1200 Personen stetig rückläufige Einwohnerzahl des Orts führte zur Auflösung von Geschäften und Unternehmen sowie in den 1960er-Jahren auch zur Schließung der örtlichen High School. In den 1970er-Jahren verlagerte die C&NW nahezu alle für den rückläufigen Güterverkehr benötigten Stellen an andere Orte. Mit der letzten Zugfahrt am 1. Dezember 1992 und Genehmigung der Interstate Commerce Commission im Juni 1994 wurde die 399 km lange Bahnstrecke zwischen Norfolk und Merriman via Long Pine schließlich stillgelegt. Der 313 km lange Abschnitt von Norfolk bis Valentine über Long Pine wurde zum Cowboy Trail, einem Rad- und Wanderweg, umgewandelt.

## Kultur
Die Kurzgeschichte „The Joy of Nelly Deane“ von Willa Cather spielt teilweise in Long Pine.

## Söhne und Töchter des Orts
- Cliff Clevenger (1885–1960), Politiker im US-Repräsentantenhaus